# Bantunani
Bantunani désigne selon les sources : –  soit l'artiste franco-congolais afrofunk,, fondateur du groupe Bantunani, Michel Nzau, – soit le groupe de musique.
Michel Nzau, parfois surnommé le « Dandy Dansant », né le 15 mars 1976 à Kinshasa (République démocratique du Congo) est un auteur-compositeur-interprète, producteur et réalisateur franco-congolais. L'artiste a sorti treize albums studio ; il est reconnu pour ses talents de danseur, pour le timbre singulier de sa voix, pour ses performances scéniques et pour le caractère engagé de certaines de ses chansons. Sa musique est un mélange éclectique d'électro-funk, de soul, de reggae coloré d'un groove dansant ; il crée ainsi son propre style : l'afrofunk.
Bantunani est un artiste militant, qui se veut à la fois africain et cosmopolite - soit afropolitain.

## Nom
Bantunani serait formé de bantu, un terme issu du lingala signifiant les hommes ou les humains, et de nani, un pronom interrogatif qui signifie Qui.
La référence à la civilisation Bantu suggère le désir de l'artiste de perpétuer par son style musical une histoire africaine, surtout congolaise, souvent méconnue. L'artiste se réclame ainsi du Kibantu, pluriel de kimuntu, philosophie africaine (centrée sur ce qui forme l'être ou l'être en devenir) qui se rapproche de la pensée de Nietzsche « Deviens ce que tu es » à qui il a consacré son troisième album AcousticFear (2012).

## Biographie
Michel Nzau alias Bantunani vient de la banlieue de Kinshasa. À l’âge de six ans, il part en Europe. Il connaît d’abord le Portugal et l’Italie avant d’atteindre la France en décembre 1982. Sa famille s’installe alors à Limoges.
Après le baccalauréat, il poursuit d’abord des études de droit à la Faculté d’Orléans, puis s’oriente vers les nouvelles technologies de communication. Il se spécialise dans la sécurité informatique et le système d’exploitation Linux.
En 2002, Il crée la société Vizualiz. En 2005, il fonde son propre label musical Blackninja Publishing qui élargit la sphère d'influence artistique de Bantunani.
Bantunani réunit de nombreux artistes avec lesquels il joue avec les codes de l’afrogroove.

## Engagement
Selon le matin.ma, Michel Nzau est « connu comme un artiste engagé » ; ainsi, dans « Coltan Rush » et « Kivustan », « il dénonce les violences sur les femmes comme arme de guerre ». Il dénonce également l'exploitation abusive du sous-sol congolais dont la majeure partie du peuple ne bénéficie pas. La protestation trouve son apogée avec deux concerts parisiens au Comedy Club et à la Bellevilloise, à Paris. Cet engagement, qui dénonce les violences causées par les gisements de Coltan au Kivu, trouve son expression dans les titres ColtanRush, « Kivustan » et Kinshasa Voice.
Selon Libération, les textes de Bantunani sont « socialement concernés ».
Cet engagement prend une forme pédagogique en 2018, lorsqu'en RDC, Bantunani crée le programme La Lettre Française, diffusée sur B One et la RTNC. Expérience sur laquelle il est revenu sur RFI dans l'émission De vive voix le 6 Juin 2022 et sur le désir d'une « Francophonie heureuse », à l'occasion de la sortie du single Francofolie.

## Style musical
Selon Doc Pilot, « L'artiste mélange les racines, bouscule les conventions, les recettes, pioche dans le patrimoine du dancefloor et de la tradition du glamour et de la technologie pour donner de la transe et de l'image à nos oreilles et nos yeux trop souvent blasés. On pense à James Brown; à Prince, à Funkadelic, à Tina [...] ».
Bantunani est à « la croisée des musiques africaines et noires américaines » selon le site Afrik.com ; il chante dans différentes langues et considère ce plurilinguisme comme porteur d'un message humaniste.
Moonkinjazz (2019) est un opus qui fait intervenir des rythmes venant de la rumba, du jazz, de la pop musique.
Perspectives (2020) réunit le groove, le funk et la rumba congolaise à la musique gnaoua du Maroc.
Superstar (2021) est un single dans l'album éponyme qui mêle disco et transe voodoo.
Les deux titres Next Generation et The Reality (2022) associent électro-disco et beat West Coast « avec quelques relances trap ». Selon Bantunani, The Reality emprunte au dub de DJ Kingston, au beat gangsta rap de la West Coast, au dancehall, au reggae, au trap.

## Collaborations
L'ingénieur du son occupe une place centrale dans le processus de création de Bantunani. Il travaille avec Sefi Carmel, James Auwarter, qui a notamment travaillé avec Kanye West, Sam WheatJean-Loup Morette, Bernie Grundman (en) (Thriller) et Bob Katz (en).
Aux côtés de ses musiciens historiques Johnny Pululu (batteur et percussions), Koshi Niwa (bassiste) et Umberto Luambo (guitariste), Bantunani accorde une place prépondérante à ses enfants qui, depuis leur enfance, baignent dans la musique. Élèves de l'école de musique de Pont-Audemer, de l'INA (Kinshasa), de l'école Normale de Mers-Sultan (Caablanca- Maroc), du conservatoire d'Orléans depuis 2021, ils font une synthèse entre l'enseignement oral et écrit de la musique. On retrouve Matteo Nzau au piano et à la basse, Térence Nzau à la batterie et à la guitare et Maria Nzau à l'alto et au chant. Dans le sillage de Bantunani, ils forment un groupe, The Mininani's. Leur single au titre éponyme Mininani's sort en 2018 dans l'album Musicalist. Ils apparaissent ensuite régulièrement en featuring sur les albums Musicalist (2018), Moonkinjazz (2019), Perspectives (2020) et Cosmogony (2022).

## Rumba Lounge, Discovering Nu-Rumba
En 2007, l'aventure musicale de Bantunani se concrétise à travers la gestation d'un premier opus, Rumba Lounge, Discovering Nu-Rumba, à la suite de la rencontre de plusieurs musiciens de la scène congolaise de Ménilmontant, tels Umberto Luambo, guitariste, neveu de Franco Luambo, Johnny Pululu (batteur).
Ce premier album prend vie aux Studios Davout, grâce au soutien de Gilbert Castro (Rue Stendhal).

## Africanization (2010)
Sorti en 2010, le deuxième album de Bantunani confirme l'éclectisme musical de l'artiste et s'écarte de la Nu- Rumba. On retrouve ainsi une guitare manouche, du ragga ou du rock progressif selon les titres. Quant au titre de l'album, Africanization, l'artiste dans Jeune Afrique, l'associe à un processus qui consiste pour l'occident à reprendre et reproduire des modèles africains dans l'alimentation et les manières de vivre, non sans une certaine arrière-pensée que révèle le titre Coltan Rush qui dénonce le pillage des ressources de la RDC.

## Anthropic (2024)
Deux ans après l'album Cosmogony dont quatre singles ont approché le million de vues, Bantunani sort son 15 ème album solo, "Anthropic", mais en présentant également "Disconnect ", premier album du Misato - groupe composé des trois enfants de l'artiste. Les enfants de Bantunani ont reçu une formation musicale dans les conservatoires de Kinshasa, Casablanca et Orléans ; ils sont multi-instrumentistes et accompagnent régulièrement Bantunani sur scène.

## Discographie
Albums studio
- RumbaLounge, discovering nu-rumba (2008)[5],[3]
- Africanization (2010)[32],[3]
- Acousticfear, crépuscule des idoles(2012)[3]
- Intrigant (2013)[3]
- Funky Spleen (2014), masterisé par Bernie Grundman[33]
- Promises (2014), masterisé par Bernie Grundman[33]
- Injur(e) 2014, masterisé par Bernie Grundman[33]
- The Man (2015), masterisé par Brian Gardner[3]
- Groovencio, futura-volume 1 (2016), enregistré et mixé aux Studios Davout, masterisé par Bob Katz[3]
- Musicalist, 10 years of Groove (Socadisc / Nova MD) - (2018), Masterisé par Bob Katz, Sefi Carmel, Big Mig[3]
- MoonKinJazz (2019), enregistré entièrement à Kinshasa - mixé et masterisé à Londres, Chicago et New-york[3]
- Perspectives (2021), enregistré entre Kinshasa, Casablanca, Londres et Paris - inspiré de sonorités gnawa et trance[19], l'album est le premier de la collaboration avec James Auwarter
- Cosmogony (2022)[34],[35]
- Anthropic (2023)